# Рота поліції «Свята Марія»
Рота поліції «Свята Марія» — перший християнський добровольчий батальйон (ротного складу) в структурі МВС України, створений 21 вересня 2014 року. Кістяк підрозділу сформований із числа добровольців від політичної партії «Братство». Останній командир підрозділу — Олексій Середюк, позивний «Боргезе».
В 2016 році батальйон припинив своє існування.

## Історія

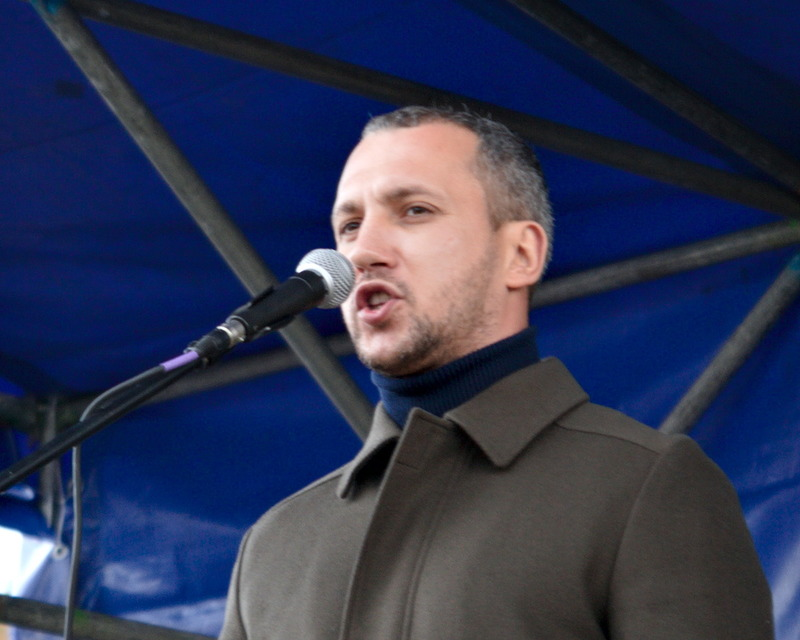
Перший командир батальйону «Свята Марія» Дмитро Лінько

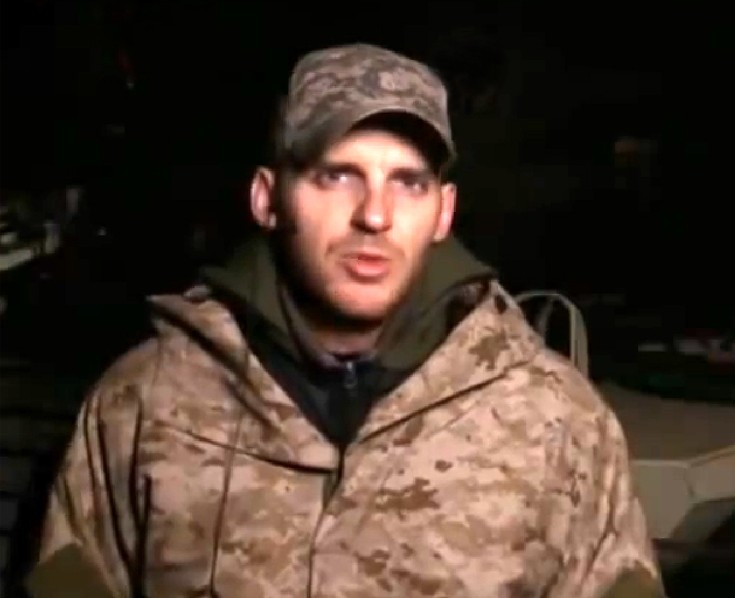
Останній комбат Олексій Середюк

Від початку прихильники «Братства» заснували «Роту Ісуса Христа» в складі батальйону «Азов». Потім рота перекочувала в батальйон «Шахтарськ». Після його розпуску рота була укрупнена до батальйону з назвою «Свята Марія» і увійшла до структури МВС, а пізніше Національної поліції, де він був формально приписаний до відділу спецоперацій.

У складі роти, яка входить до Маріупольского військового гарнізону у секторі «М» АТО, спецпризначенці «Святої Марії» беруть участь в обороні Маріуполя в ході російсько-української війни 2014 року. Вони корегують вогонь української артилерії і виконують розвідувально-диверсійні функції. Як зазначив комбат Лінько:
|  | Ми беремо участь в артилерійських дуелях, виконуємо розвідувальну функцію, щоб визначати позиції ворогів і коригувати вогонь. Також ми проводимо диверсійну діяльність з метою ліквідації ворожої техніки. Зміцнюємо оборонні позиції в місті. |

Взимку 2014 року «Свята Марія» продовжила захищати стратегічно важливе м. Маріуполь. «Ця війна змушує нас у бойових умовах прискорено засвоювати військові премудрості. Так, зараз бійці активно вчаться їздити на лижах. У цю пору року це чи не єдиний зручний і найефективніший засіб для пересування на позиціях, особливо для розвід-груп у полі. Від початку війни не лише наші добровольці, а й професійні військові все наче вперше відкривають. Ми стаємо справжніми мисливцями, — треба відчувати ворога, розуміти його сліди і плани», — каже комбат Середюк.
Батальйон «Свята Марія», який був створений Дмитром Корчинським, припинив своє існування. Рішення про розпуск прийняв сам Корчинський. Як заявив Корчинський, рішення про розпуск було прийняте через неможливість подальшого комплектування батальйону виключно власними кадрами та через те, що більшість його бійців прагнули воювати, а не охороняти громадський порядок.

## Командування
Перший командир батальйону патрульної служби міліції особливого призначення «Свята Марія» — Дмитро Лінько. Він був обраний Народним депутатом України за списками Радикальної партії Олега Ляшка. Лінько склав свої командирські повноваження, але залишився у складі батальйону як рядовий боєць. Новим комбатом став Олексій Середюк, позивний «Боргезе».
Правоохоронець з Тернопільщини Іван Солдак, позивний «Берест», виконує обов'язки помічника комбата зі зв'язків з державними, громадськими та волонтерськими організаціями.

## Шефська допомога
Небайдужі мешканці міста Ірпінь Київської області зібрали кошти і купили для батальйону «Свята Марія» броньований мінібус «Volkswagen», 255 ящиків глюкози та 5 ящиків протиопікового препарату. Генерал-майор запасу СБУ Віктор Мікулін і підполковник запасу СБУ Юрій Лавренюк доставили 11 жовтня в Маріуполь автівку з цінним вантажем.
Віце-мер Одеси Олесь Янчук привіз три тонни продуктів харчування (крупи, макарони, консерви, цукор, чай тощо), 120 пар американського військового взуття, 100 ковдр, одяг для військового медперсоналу, кевларові каски та передав батальйону військовий автомобіль КрАЗ.
Львівські волонтери із національного університету «Львівська політехніка» та ГФ «Народна самооборона» Львова придбали для батальйону «Свята Марія» автівку «Opel Frontera».

## Втрати
- Гейнц Кирило Іванович з позивним «Німець», доброволець, загинув 10 лютого 2015 року.
- Дереш Валерій Костянтинович з позивним «Амін», рядовий міліції, загинув 22 лютого 2015 року.
- Росоха Василь Юрійович з позивним «Тихий», рядовий міліції, загинув 22 лютого 2015 року.